# تلمبة عشايري احمد ملك بور (وكيل أباد)
تلمبة عشایري احمد ملك بور (بالإنجليزية: Tolombeh-ye Ashayiri Ahmad Malek Pur)‏ هي منطقة سكنية تقع في إيران في قسم وکيل أباد الريفي. يقدر عدد سكانها بـ 23 نسمة .